# Kabinett Dupuy V

Charles Dupuy

Das fünfte Kabinett Dupuy wurde während der Dritten Französischen Republik am 18. Februar 1899 von Premierminister Charles Dupuy gebildet und befand sich bis zum 22. Juni 1899 im Amt. Vorgänger war das Kabinett Dupuy IV; Nachfolger das Kabinett Waldeck-Rousseau.
Folgende Fraktionen waren mit Ministern im Kabinett vertreten: Républicains progressistes (RP), Gauche radicale (GR), Gauche républicaine (Senat) (GRS) und Association nationale républicaine (ANR).

## Kabinett
Dem Kabinett gehörten folgende Minister an:
| Amt                                                    | Name                                | Gruppe      | Beginn der Amtszeit          | Ende der Amtszeit         |
| ------------------------------------------------------ | ----------------------------------- | ----------- | ---------------------------- | ------------------------- |
| Premierminister                                        | Charles Dupuy                       | RP          | 18. Februar 1899             | 22. Juni 1899             |
| Außenminister                                          | Théophile Delcassé                  | GR          | 18. Februar 1899             | 22. Juni 1899             |
| Kolonialminister                                       | Florent Guillain                    | RP          | 18. Februar 1899             | 22. Juni 1899             |
| Kriegsminister                                         | Charles de Freycinet Camille Krantz | GRS ANR, RP | 18. Februar 1899 6. Mai 1899 | 6. Mai 1899 22. Juni 1899 |
| Minister für öffentlichen Unterricht und schöne Künste | Georges Leygues                     | GR          | 18. Februar 1899             | 22. Juni 1899             |
| Innenminister und Religionsminister                    | Charles Dupuy                       | RP          | 18. Februar 1899             | 22. Juni 1899             |
| Siegelbewahrer, Justizminister                         | Georges Lebret                      | RP          | 18. Februar 1899             | 22. Juni 1899             |
| Marineminister                                         | Édouard Lockroy                     | GR          | 18. Februar 1899             | 22. Juni 1899             |
| Minister für Landwirtschaft                            | Paul Delombre                       | ANR, RP     | 18. Februar 1899             | 22. Juni 1899             |
| Finanzminister                                         | Paul Peytral                        | GR          | 18. Februar 1899             | 22. Juni 1899             |
| Minister für öffentliche Arbeiten                      | Camille Krantz Jean Monestier       | ANR, RP GR  | 18. Februar 1899 6. Mai 1899 | 6. Mai 1899 22. Juni 1899 |
| Minister für Handel, Industrie, Post und Telegrafie    | Albert Viger                        | GR          | 18. Februar 1899             | 22. Juni 1899             |

### Unterstaatssekretäre
Dem Kabinett gehörten folgende Sous-secrétaires d’État an:
| Amt                                                     | Name          | Gruppe  | Beginn der Amtszeit | Ende der Amtszeit |
| ------------------------------------------------------- | ------------- | ------- | ------------------- | ----------------- |
| Innenministerium                                        | Jules Legrand | ANR, RP | 18. Februar 1899    | 22. Juni 1899     |
| Handelsministerium (zuständig für Post und Telegraphie) | Léon Mougeot  | GR      | 18. Februar 1899    | 22. Juni 1899     |

## Historische Einordnung
Die Regierung Dupuy V wurde nach der Wahl Émile Loubets zum französischen Staatspräsidenten errichtet.
Am 23. Februar 1899 fand in Paris ein von dem französischen nationalistischen Aktivisten Paul Déroulède angezettelter Putschversuch statt. Déroulède, Gründer der Ligue des Patriotes und Anhänger General Boulangers („derjenige, der uns von den parlamentarischen Pingeligkeiten und den ohnmächtigen Schwätzern befreien wird“), erfuhr vom Tod des Präsidenten Félix Faure und nutzte die Beerdigung, um zu versuchen, General Roget zum Sturz der Regierung zu bewegen. Roget lehnte ab und ließ Déroulède verhaften. Die Regierung Dupuy ließ Déroulède zunächst nur wegen „Aufforderung von Soldaten zum Ungehorsam“ anklagen; der Angeklagte wurde am 31. Mai freigesprochen. Das nachfolgende Kabinett Waldeck-Rousseau nahm die Strafverfolgung Déroulèdes wieder auf.

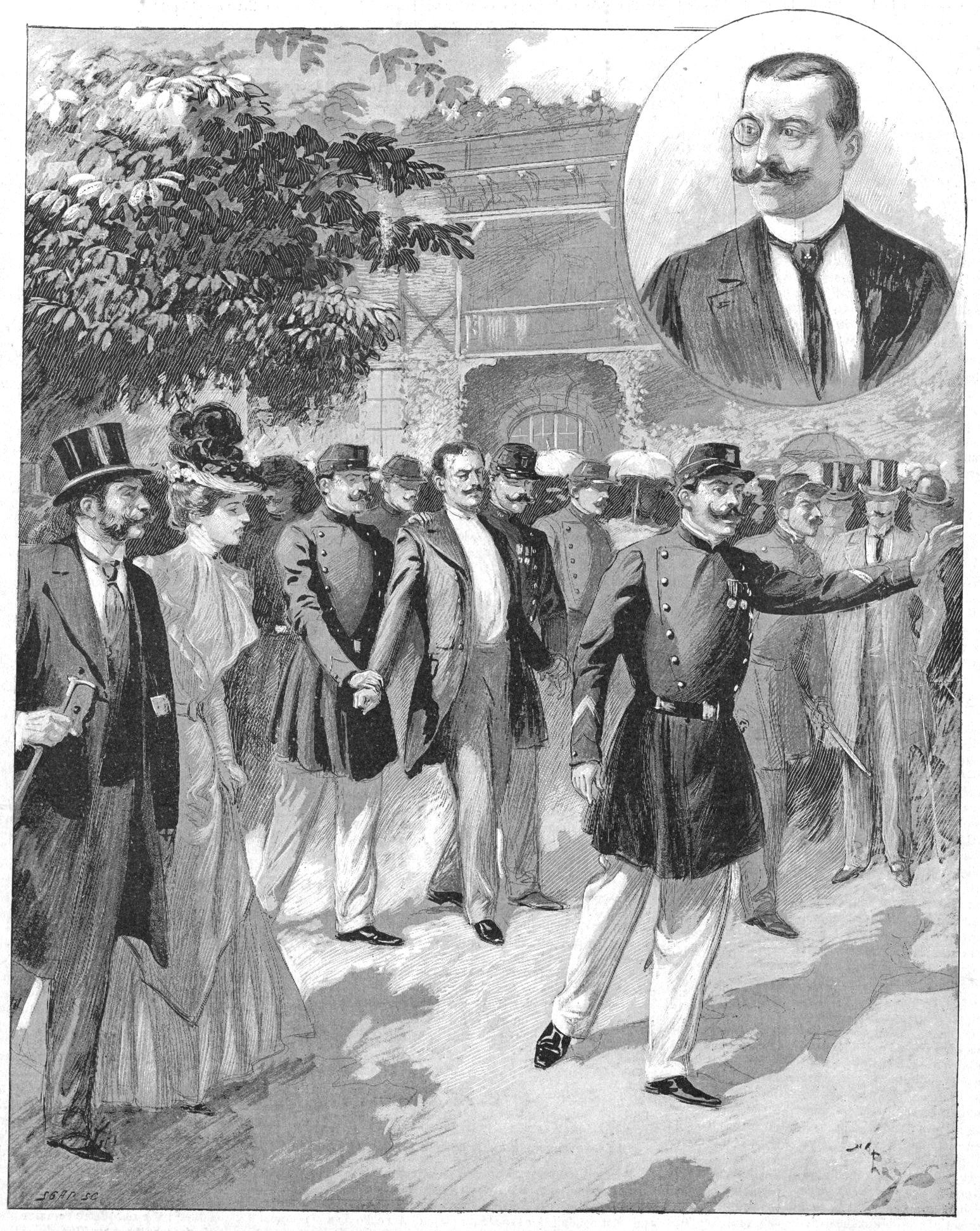
Verhaftung des Barons Christiani (Le Monde illustré, 10. Juni 1899)

Die Dreyfus-Affäre brachte dem Anti-Dreyfusard Dupuy einige Rückschläge ein; das Urteil gegen Dreyfus aus dem Jahr 1894 wurde aufgehoben, Émile Zola kehrte nach Frankreich zurück und Marie-Georges Picquart wurde aus dem Gefängnis entlassen. Bei einer Anti-Dreyfus-Demonstration auf der Pferderennbahn von Auteuil griff Baron Fernand de Christiani Präsident Loubet mit einem Stock an. Eine Demonstration zur Unterstützung der Positionen Loubets wurde am 11. Juni 1899 von der Polizei aufgelöst. Die Regierung Dupuy wurde deswegen und auch wegen der nachsichtigen Verfolgung antirepublikanischer Umtriebe gestürzt. Die Abgeordnetenkammer erklärte, sie sei nur bereit, „ein Ministerium zu unterstützen, das entschlossen ist, die republikanischen Institutionen mit Energie zu verteidigen“.
Ein Dekret vom 10. März 1899 legte eine Geschwindigkeitsbegrenzung für Automobile von innerorts 20 km/h und außerhalb 30 km/h fest.
Am 21. März 1899 wurde die Faschoda-Krise mit dem Britisch-französischen Abkommen in London zwischen Lord Salisbury und Paul Cambon zur Abgrenzung der Einflusssphären in Nordafrika beendet. Die Franzosen verzichteten auf jegliche Herrschaft am Nil. Ouadaï und Baguirmi wurden Teil der französischen Einflusssphäre. Paris erhielt von Großbritannien die Anerkennung seiner Autorität über das nordafrikanische Hinterland. Die mit äußerster Brutalität geführte und von Massakern an der Zivilbevölkerung begleitete Mission Voulet-Chanoine wurde in Niger mit Aktionen gegen Sarraounia und in Birni-N’Konni fortgesetzt.
Am 20. Juni 1899 gründete der militante Nationalist Henri Vaugeois die Action française.